# Васильевское (сельское поселение Ярополецкое)
Васильевское — деревня в Волоколамском районе Московской области России. Относится к Ярополецкому сельскому поселению, до реформы 2006 года относилась к Ильино-Ярополецкому сельскому округу.

## Население
| 1852 | 1859 | 1926 | 2002 | 2006 | 2010 | 2013 |
| ---- | ---- | ---- | ---- | ---- | ---- | ---- |
| 112  | ↗116 | ↗243 | ↘7   | ↘1   | ↗17  | ↗19  |
| 2014 | 2015 | 2016 |      |      |      |      |
| →19  | ↘18  | ↗19  |      |      |      |      |

## Расположение
Деревня Васильевское расположена на реке Колпяне, примерно в 15 км к западу от центра города Волоколамска. Ближайшие населённые пункты — село Ильинское, деревни Исаково, Новинки и Александровское. В деревне три улицы — Луговая, Парковая и Садовая, зарегистрировано четыре садовых товарищества.

## Исторические сведения

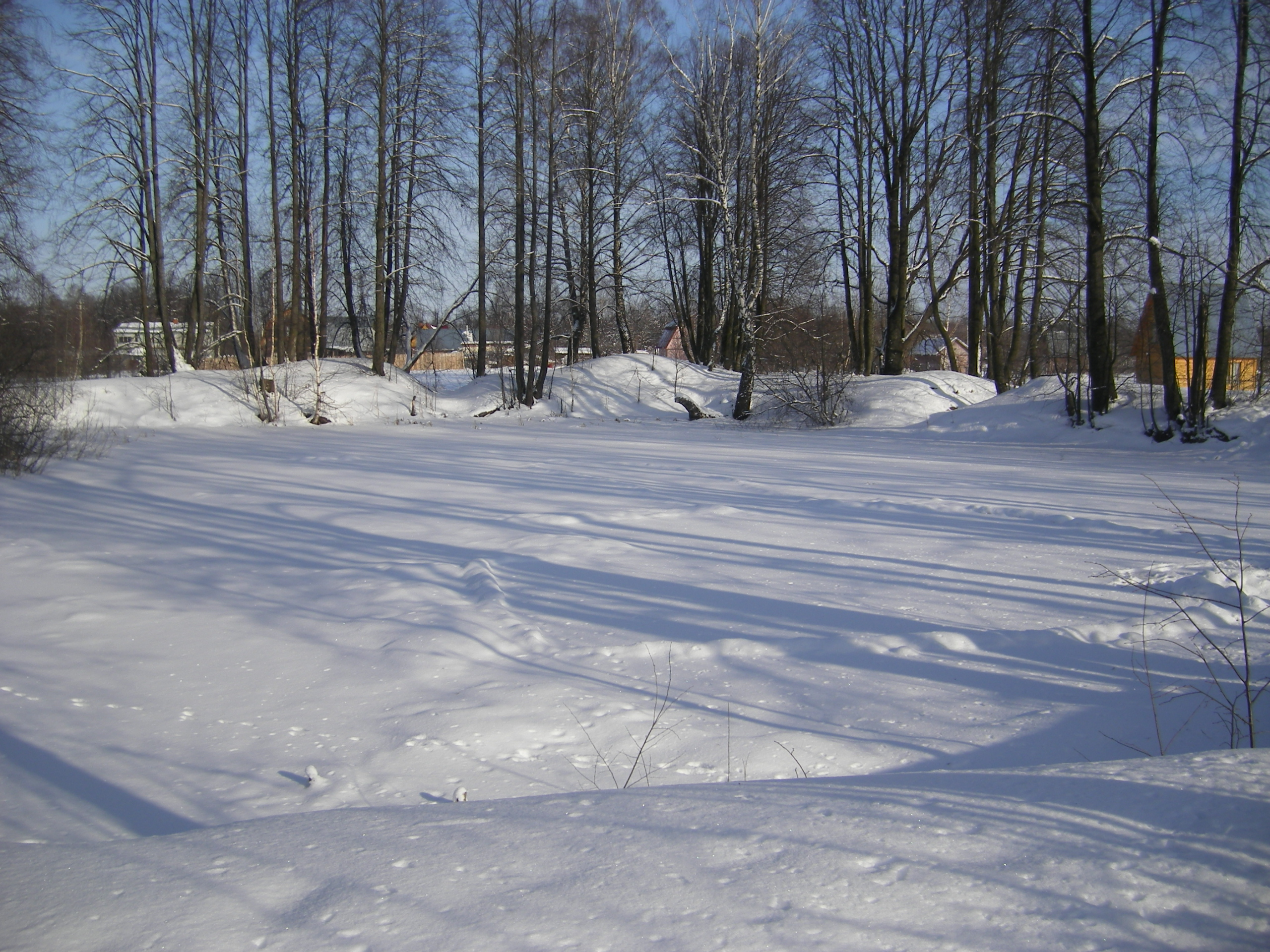
«Барский пруд» в Васильевском

В «Списке населённых мест» 1862 года Васильевское — владельческое сельцо 1-го стана Волоколамского уезда Московской губернии по левую сторону Московского тракта, от границы Зубцовского уезда на город Волоколамск, в 15 верстах от уездного города, при речке Колпянке, с 12 дворами и 116 жителями (62 мужчины, 54 женщины).
По данным на 1890 год входила в состав Яропольской волости Волоколамского уезда, число душ мужского пола составляло 72 человека.
В 1913 году — 34 двора.
По материалам Всесоюзной переписи населения 1926 года — деревня Исаковского сельсовета, проживало 243 человека (113 мужчин, 130 женщины), насчитывалось 40 крестьянских хозяйств.
С 1929 года — населённый пункт в составе Волоколамского района Московской области.